# Cazilhac, Hérault
Cazilhac este o comună în departamentul Hérault din sudul Franței. În 2009 avea o populație de 1.269 de locuitori.

## Evoluția populației
| An        | 1975 | 1982 | 1990  | 1999  | 2006  | 2009  |
| --------- | ---- | ---- | ----- | ----- | ----- | ----- |
| Populație | 840  | 915  | 1.004 | 1.161 | 1.251 | 1.269 |